# スカイ・マッコール・バートシアク
スカイ・マッコール・バートシアク（Skye McCole Bartusiak, 1992年9月28日 - 2014年7月19日）は、アメリカ合衆国の女優。

## 人物
7歳の時、映画『パトリオット』に出演し、『サイダーハウス・ルール』といった映画に子役として出演していた。
成長してからはテレビドラマのゲスト出演や短編映画に何本か出演した。
2014年7月19日、テキサス州の自宅で就寝中、21歳で急死。プロデューサーや監督業を始めようかと考えていた矢先のことだった。母ヘレンは、スカイが就寝中にてんかんの発作を起こして窒息したのではないかとマスコミに語っていたが、その後カリソプロドール、ヒドロコドン、ジフルオロエタンの過剰摂取が死因だと判明した。

## 出演作品
- 女検察官アナベス・チェイス シーズン2
- CSI:科学捜査班
- ブギーマン（フラニー）
- Dr.HOUSE シーズン1
- ファイティング×ガール
- 24 -TWENTY FOUR-シーズン II（メーガン・マシスン）
- 炎の少女チャーリーREBORN
- 偽りのブロンド ～ マリリン・モンロー
- サウンド・オブ・サイレンス（ジェシー・コンラッド）
- サンキュー、ボーイズ
- LAW & ORDER:性犯罪特捜班シーズン2
- ダークリング／暗黒のフォース
- パトリオット
- ウィットネス・プロテクション　証人保護
- サイダーハウス・ルール（ヘイゼル）
- 犯罪捜査官ネイビーファイル シーズン4